# Vörösnyakú arasszári
A vörösnyakú arasszári (Pteroglossus bitorquatus) a madarak (Aves) osztályának harkályalakúak (Piciformes) rendjébe, ezen belül a tukánfélék (Ramphastidae) családjába tartozó faj.
A magyar név forrással nincs megerősítve, lehet, hogy az angol név tükörfordítása (Red-necked Aracari).

## Előfordulása
Brazíliában és Bolívia északi részén honos.

## Alfajai
- Pteroglossus bitorquatus bitorquatus Vigors, 1826
- Pteroglossus bitorquatus reichenowi Snethlage, 1907
- Pteroglossus bitorquatus sturmii Natterer, 1843

## Megjelenése
Nyakának eleje és melle vörös, a hasa sárga.